# El Ojo de Agua, Cutzamala de Pinzón
El Ojo de Agua är en ort i Mexiko.   Den ligger i kommunen Cutzamala de Pinzón och delstaten Guerrero, i den södra delen av landet, 190 km väster om huvudstaden Mexico City. El Ojo de Agua ligger 547 meter över havet och antalet invånare är 190.
Terrängen runt El Ojo de Agua är kuperad. Runt El Ojo de Agua är det ganska tätbefolkat, med 60 invånare per kvadratkilometer. Närmaste större samhälle är Tiquicheo, 14,7 km norr om El Ojo de Agua. I omgivningarna runt El Ojo de Agua växer huvudsakligen savannskog.